# Eritema necrolitico migrante
Per  eritema necrolitico migrante  in campo medico, si intende una forma di dermopatia a placche, molto diffusa nelle persone con glucagonoma, tanto da essere definita come un "segno paraneoplastico".

## Epidemiologia
Le parti del corpo più colpite sono il tronco, le cosce e i glutei.

## Sintomatologia
Fra i sintomi e i segni clinici ritroviamo anemia, stomatite, la persona mostra un'anomala perdita del suo peso originale, diarrea e diabete.

## Terapia
L'eritema in casi gravi, quando mostra sporgenza, viene corretto chirurgicamente tramite escissione.